# Некропола стећака „Црквина“
Некропола стећака „Црквина“ је археолошко налазиште које се налази у Прибоју, а за њега је надлежан Завод за заштиту споменика културе Краљево.

## Опште информације
Ова некропола смештена је на левој обали реке Лим у Побрежју, у кругу Градске болнице. Некропола је некада била на већој површини, али је уништена изградњом фабрике Полиестер, Градске болнице, околних зграда и прилазног пута који води до њих.
Надгробници су фино клесани у облику плоча, слемењака и сандука на постољу. Само два надгробника имају украсе у виду мача са крсницима, полумесеца и штита, односно крста са заобљеним краковима.
Некропола датира из периода између 14. и 15. века. Прва археолошка истраживања изведена су 1982. у организацији Завода за заштиту споменика културе Краљево (археолог О. Вукадин) и Археолошког института у Београду. Археолошка истраживања наставио је Завичајни музеј Прибој током 2007−2008.